# Nati nel 1985/Gennaio
| Questa pagina contiene informazioni ricavate automaticamente dalle voci biografiche con l'ausilio del template Bio e di un bot. L'aggiornamento è periodico e automatico e ricostruisce completamente la pagina. Se manca una persona in questa lista, sei pregato di non aggiungerla, ma accertati piuttosto che la sua voce biografica contenga il template Bio e che i dati anagrafici siano correttamente compilati. Se il template Bio manca, inseriscilo tu stesso o, in alternativa, metti l'avviso {{tmp\|Bio}} che ne segnala la mancanza. Se i dati riportati sono sbagliati, correggi direttamente la voce biografica; le modifiche saranno visibili in questa lista entro pochi giorni. Per chiarimenti vedi il progetto biografie. La lista contiene solo le 562 persone che sono citate nell'enciclopedia e per le quali è stato implementato correttamente il template Bio. Pagina aggiornata al 10 ago 2025. |

- 1º gennaio - Mohamed Abukar, ex cestista statunitense
- 1º gennaio - Jesper Arvidsson, ex calciatore svedese
- 1º gennaio - Fahed Attal, ex calciatore palestinese
- 1º gennaio - Marco Barros, hockeista su pista portoghese
- 1º gennaio - Rafael Bastos, ex calciatore brasiliano
- 1º gennaio - Jannis Bäcker, bobbista tedesco
- 1º gennaio - Ibrahima Camara, ex calciatore sierraleonese
- 1º gennaio - Jeff Carter, hockeista su ghiaccio canadese
- 1º gennaio - José Catalá, ex calciatore spagnolo
- 1º gennaio - Miad Nour Charmake, calciatore gibutiano
- 1º gennaio - Dwayne Cowan, velocista britannico
- 1º gennaio - Steven Davis, allenatore di calcio e ex calciatore nordirlandese
- 1º gennaio - Abass Cheikh Dieng, ex calciatore senegalese
- 1º gennaio - Burhan Eşer, allenatore di calcio e ex calciatore turco
- 1º gennaio - Romina Falconi, cantautrice italiana
- 1º gennaio - Oscar Gatto, ex ciclista su strada italiano
- 1º gennaio - Juliana Harkavy, attrice statunitense
- 1º gennaio - Eyjólfur Héðinsson, calciatore islandese
- 1º gennaio - Lopez Lomong, mezzofondista statunitense
- 1º gennaio - Cathrine Meisingset, ex sciatrice alpina norvegese
- 1º gennaio - Luis Miguel Rodríguez, calciatore argentino
- 1º gennaio - Bastien Sicot, schermidore francese
- 1º gennaio - Tiago Splitter, allenatore di pallacanestro e ex cestista brasiliano
- 1º gennaio - Stephen Tulloch, ex giocatore di football americano statunitense
- 1º gennaio - Matt Watson, ex calciatore inglese
- 1º gennaio - Đoàn Việt Cường, calciatore vietnamita
- 2 gennaio - Alfred Aboya, ex cestista e allenatore di pallacanestro camerunese
- 2 gennaio - Petar Babić, cestista croato
- 2 gennaio - Ismaël Bangoura, ex calciatore guineano
- 2 gennaio - Damien Bodie, attore australiano
- 2 gennaio - Florian Busch, ex hockeista su ghiaccio tedesco
- 2 gennaio - Ivan Dodig, tennista croato
- 2 gennaio - Andreas Ekberg, ex arbitro di calcio svedese
- 2 gennaio - Peter Gadiot, attore britannico
- 2 gennaio - Carla Juri, attrice svizzera
- 2 gennaio - Adrienne Lyle, cavallerizza statunitense
- 2 gennaio - Henrik Møllgaard, ex pallamanista e allenatore di pallamano danese
- 2 gennaio - Marius Neset, sassofonista e compositore norvegese
- 2 gennaio - Konrad Niedźwiedzki, pattinatore di velocità su ghiaccio polacco
- 2 gennaio - Heather O'Reilly, ex calciatrice statunitense
- 2 gennaio - Marcus Sahlman, ex calciatore svedese
- 2 gennaio - Loren Serrano, copilota di rally spagnolo
- 2 gennaio - Sophia Somajo, cantante svedese
- 2 gennaio - Teng Haibin, ginnasta cinese
- 2 gennaio - Liana Balaci, ex tennista romena
- 2 gennaio - Florian Vachon, ex ciclista su strada francese
- 2 gennaio - Mohamed Zemmamouche, calciatore algerino
- 3 gennaio - Mateusz Bartel, scacchista polacco
- 3 gennaio - Anna Battke, astista tedesca
- 3 gennaio - Nicole Beharie, attrice statunitense
- 3 gennaio - Cecilia Biagioli, nuotatrice argentina
- 3 gennaio - Aritz Borda, ex calciatore spagnolo
- 3 gennaio - Barış Ermiş, ex cestista turco
- 3 gennaio - Christine Girard, sollevatrice canadese
- 3 gennaio - Sandro Iashvili, ex calciatore georgiano
- 3 gennaio - Linas Kleiza, ex cestista e dirigente sportivo lituano
- 3 gennaio - Mohamed Lahouaiej-Bouhlel, terrorista tunisino († 2016)
- 3 gennaio - Evan Moore, giocatore di football americano statunitense
- 3 gennaio - Noelle Quinn, ex cestista e allenatrice di pallacanestro statunitense
- 3 gennaio - Luis Rodas, calciatore honduregno
- 3 gennaio - Giuseppe Spinelli, ex giocatore di baseball italiano
- 3 gennaio - Joey Sturgis, produttore discografico, musicista e cantante statunitense
- 3 gennaio - Marko Tomas, ex cestista croato
- 3 gennaio - Laura Zúñiga, modella messicana
- 4 gennaio - Jean-Louis Akpa-Akpro, calciatore francese
- 4 gennaio - Ana Karina Áñez, modella venezuelana
- 4 gennaio - Jonas Borring, ex calciatore danese
- 4 gennaio - Lenora Crichlow, attrice britannica
- 4 gennaio - Robbie Dixon, ex sciatore alpino canadese
- 4 gennaio - Peter Franquart, ex calciatore francese
- 4 gennaio - Bata Furai, calciatore salomonese
- 4 gennaio - Kari Aalvik Grimsbø, ex pallamanista norvegese
- 4 gennaio - Gökhan Gönül, allenatore di calcio e ex calciatore turco
- 4 gennaio - Henry Hernández, calciatore salvadoregno
- 4 gennaio - Hryhorij Jarmaš, ex calciatore ucraino
- 4 gennaio - Al Jefferson, ex cestista statunitense
- 4 gennaio - Jung Sung-ryong, calciatore sudcoreano
- 4 gennaio - Nikolaj Mančev, ex calciatore bulgaro
- 4 gennaio - Meaghan Mikkelson, hockeista su ghiaccio canadese
- 4 gennaio - Aleš Neuwirth, calciatore ceco
- 4 gennaio - Réver, ex calciatore brasiliano
- 4 gennaio - Alfred Simonis, politico rumeno
- 4 gennaio - Thiago Quirino da Silva, ex calciatore brasiliano
- 4 gennaio - Ross Turnbull, ex calciatore inglese
- 4 gennaio - Eric Weddle, ex giocatore di football americano statunitense
- 4 gennaio - Áxel Weigand, ex cestista argentino
- 4 gennaio - Antar Zerguelaïne, mezzofondista algerino
- 5 gennaio - Jorge Alonso Martín, ex calciatore spagnolo
- 5 gennaio - Mélanie Bernier, attrice francese
- 5 gennaio - Aline Bonjour, ex sciatrice alpina svizzera
- 5 gennaio - Victor Bulat, ex calciatore moldavo
- 5 gennaio - Dan Cage, ex cestista, allenatore di pallacanestro e dirigente sportivo statunitense
- 5 gennaio - Ludovic Guerriero, calciatore francese
- 5 gennaio - Kazuki Hara, ex calciatore giapponese
- 5 gennaio - Hamdi Harbaoui, ex calciatore tunisino
- 5 gennaio - Yuka Koide, attrice e modella giapponese
- 5 gennaio - Marek Kvapil, hockeista su ghiaccio ceco
- 5 gennaio - Yoon So-yi, attrice sudcoreana
- 5 gennaio - Mercedes Peris, ex nuotatrice spagnola
- 5 gennaio - Nathan Pond, calciatore montserratiano
- 5 gennaio - Danielle Lins, pallavolista brasiliana
- 5 gennaio - Saša Stamenković, calciatore serbo
- 5 gennaio - Fabienne Suter, ex sciatrice alpina svizzera
- 5 gennaio - Harrison Tasher, calciatore beliziano
- 5 gennaio - Silvia Toffano, hockeista su ghiaccio e hockeista in-line italiana
- 5 gennaio - Filip Trejbal, ex sciatore alpino ceco
- 5 gennaio - Diego Vera, calciatore uruguaiano
- 5 gennaio - Ughetta d'Onorascenzo, doppiatrice e attrice italiana
- 6 gennaio - Valerio Agnoli, ex ciclista su strada italiano
- 6 gennaio - Abel Aguilar, ex calciatore colombiano
- 6 gennaio - Tarell Brown, giocatore di football americano statunitense
- 6 gennaio - Daniele Giorgi, ex pallanuotista italiano
- 6 gennaio - Ben Haenow, cantante britannico
- 6 gennaio - Stefanie Kubissa, schermitrice tedesca
- 6 gennaio - Michael Langer, calciatore austriaco
- 6 gennaio - Pang Jiaying, ex nuotatrice cinese
- 6 gennaio - Adam Pearson, conduttore televisivo, attivista e attore britannico
- 6 gennaio - Emanuele Prataviera, politico italiano
- 6 gennaio - Wilson Reis, artista marziale misto brasiliano
- 6 gennaio - Richard Ryan, ex calciatore irlandese
- 6 gennaio - Seo Hyo-rim, attrice sudcoreana
- 6 gennaio - Hugh Skinner, attore britannico
- 6 gennaio - Valerij Sorokin, ex calciatore russo
- 6 gennaio - Suarez, rapper e produttore discografico italiano
- 6 gennaio - Adriana Szili, ex tennista australiana
- 6 gennaio - Miroslav Todić, ex cestista bosniaco
- 6 gennaio - Yasin Çakmak, ex calciatore turco
- 7 gennaio - Nate Burkey, allenatore di calcio e ex calciatore filippino
- 7 gennaio - Catalina Denis, attrice e modella colombiana
- 7 gennaio - Gloria Favilla, ex cestista italiana
- 7 gennaio - Karim Guédé, dirigente sportivo e ex calciatore togolese
- 7 gennaio - Lewis Hamilton, pilota automobilistico britannico
- 7 gennaio - Christian Iddon, pilota motociclistico britannico
- 7 gennaio - Paula Lehtinen, ex giocatrice di football americano finlandese
- 7 gennaio - El Ligero, wrestler inglese
- 7 gennaio - Bănel Nicoliță, ex calciatore rumeno
- 7 gennaio - Roger Silva, allenatore di calcio e ex calciatore brasiliano
- 7 gennaio - Wayne Routledge, ex calciatore inglese
- 7 gennaio - Louk Sorensen, ex tennista e allenatore di tennis irlandese
- 7 gennaio - Ryan Thompson, ex calciatore giamaicano
- 7 gennaio - Michele Troiano, allenatore di calcio e ex calciatore italiano
- 7 gennaio - Vital' Trubila, ex calciatore bielorusso
- 7 gennaio - Teab Vathanak, calciatore cambogiano
- 8 gennaio - Ademar Aparecido Xavier Júnior, ex calciatore brasiliano
- 8 gennaio - Jorge Aguilar, ex tennista cileno
- 8 gennaio - André Bikey, ex calciatore e allenatore di calcio camerunese
- 8 gennaio - Chan Chin-wei, tennista taiwanese
- 8 gennaio - Nicola Donazzan, allenatore di calcio e ex calciatore italiano
- 8 gennaio - Benedikt Fernandez, ex calciatore tedesco
- 8 gennaio - Hunter Freeman, ex calciatore statunitense
- 8 gennaio - Jeremy Hammond, attivista e hacker statunitense
- 8 gennaio - Kim Myong-gyu, calciatore nordcoreano
- 8 gennaio - Jaroslav Kulhavý, mountain biker e ciclocrossista ceco
- 8 gennaio - Sam Levinson, regista, sceneggiatore e attore statunitense
- 8 gennaio - Oh Ha-na, schermitrice sudcoreana
- 8 gennaio - Elisabeth Pähtz, scacchista tedesca
- 8 gennaio - Julija Sedova, pallavolista russa
- 8 gennaio - Adi Shankar, produttore cinematografico e regista statunitense
- 8 gennaio - Paolo Simoni, cantautore e musicista italiano
- 8 gennaio - Terrell Thomas, giocatore di football americano statunitense
- 9 gennaio - Maksim Bel'kov, ex ciclista su strada russo
- 9 gennaio - Bobô, ex calciatore brasiliano
- 9 gennaio - Brett Camerota, ex combinatista nordico statunitense
- 9 gennaio - Tino Costa, ex calciatore argentino
- 9 gennaio - Santiago Gentiletti, ex calciatore argentino
- 9 gennaio - Atiba Harris, ex calciatore nevisiano
- 9 gennaio - Juan Francisco Torres, dirigente sportivo e ex calciatore spagnolo
- 9 gennaio - Ricardo Mazacotte, ex calciatore argentino
- 9 gennaio - Cédric Si Mohamed, calciatore francese
- 9 gennaio - Tague Thorson, ex sciatore alpino statunitense
- 10 gennaio - Bader Al-Mutawa, calciatore kuwaitiano
- 10 gennaio - Dennis Alas, ex calciatore salvadoregno
- 10 gennaio - Vukašin Aleksić, ex cestista serbo
- 10 gennaio - Pedro Araújo, ex calciatore portoghese
- 10 gennaio - Ïgor' Azovskïý, allenatore di calcio e ex calciatore kazako
- 10 gennaio - Chuang Chia-jung, ex tennista taiwanese
- 10 gennaio - Daniel Colindres, calciatore e ex giocatore di calcio a 5 costaricano
- 10 gennaio - Abdelkader Dakka, calciatore siriano
- 10 gennaio - Giovanni Fattori, cestista italiano
- 10 gennaio - Irene Jerotich, ex maratoneta keniota
- 10 gennaio - Irene Mogaka, ex maratoneta keniota
- 10 gennaio - Jaroslav Kolbas, calciatore slovacco
- 10 gennaio - Mark Korir, maratoneta keniota
- 10 gennaio - Gabrielle Leithaug, cantante norvegese
- 10 gennaio - Craig Lewis, ex ciclista su strada statunitense
- 10 gennaio - Mehrzad Madanchi, ex calciatore iraniano
- 10 gennaio - Alex Meraz, attore, artista marziale e ballerino statunitense
- 10 gennaio - Milad Meydavoudi, allenatore di calcio e ex calciatore iraniano
- 10 gennaio - Robert Nilsson, ex hockeista su ghiaccio svedese
- 10 gennaio - Martiño Rivas, attore spagnolo
- 10 gennaio - Claudio Capéo, cantante e fisarmonicista francese
- 10 gennaio - Anette Sagen, ex saltatrice con gli sci norvegese
- 10 gennaio - Steven Scott, ex tiratore a volo britannico
- 10 gennaio - Lukáš Zich, calciatore ceco
- 10 gennaio - Chaker Zouaghi, allenatore di calcio e ex calciatore tunisino
- 11 gennaio - Dennis Dixon, giocatore di football americano statunitense
- 11 gennaio - Zoran Erceg, ex cestista serbo
- 11 gennaio - Newton Faulkner, cantante britannico
- 11 gennaio - Rie fu, cantante giapponese
- 11 gennaio - Henrik Jensen, allenatore di calcio danese
- 11 gennaio - Tim Jitloff, allenatore di sci alpino e ex sciatore alpino statunitense
- 11 gennaio - Kim Myong-chol, calciatore nordcoreano
- 11 gennaio - Aja Naomi King, attrice statunitense
- 11 gennaio - Kristolyn Lloyd, attrice statunitense
- 11 gennaio - Julien Loubet, ex ciclista su strada francese
- 11 gennaio - Kelly Massey, velocista britannica
- 11 gennaio - Frank Montieth, giocatore di baseball cubano
- 11 gennaio - Kazuki Nakajima, dirigente sportivo e ex pilota automobilistico giapponese
- 11 gennaio - Guy Ngosso, allenatore di calcio e ex calciatore camerunese
- 11 gennaio - Manuel Redondo, ex calciatore spagnolo
- 11 gennaio - José Vitor Moreira Semedo, ex calciatore portoghese
- 11 gennaio - Raquel Tavares, cantante portoghese
- 11 gennaio - Elfje Willemsen, ex bobbista e ex giavellottista belga
- 11 gennaio - Mark Yeates, ex calciatore irlandese
- 11 gennaio - Zhang Lei, pallavolista cinese
- 11 gennaio - Stepan Ġazaryan, ex calciatore armeno
- 12 gennaio - Cynthia Addai-Robinson, attrice statunitense
- 12 gennaio - Yohana Cobo, attrice spagnola
- 12 gennaio - Victor Correia, ex calciatore guineano
- 12 gennaio - Tobias Eberhard, ex biatleta e fondista austriaco
- 12 gennaio - Arcëm Mileŭski, ex calciatore bielorusso
- 12 gennaio - Parham, rapper iraniano
- 12 gennaio - Benjamin Psaume, calciatore francese
- 12 gennaio - Issa Rae, attrice, sceneggiatrice e produttrice cinematografica statunitense
- 12 gennaio - Sreten Sretenović, ex calciatore serbo
- 12 gennaio - Michael Stegmayer, ex calciatore tedesco
- 12 gennaio - Sedin Torlak, allenatore di calcio e ex calciatore bosniaco
- 12 gennaio - Borja Valero, ex calciatore spagnolo
- 12 gennaio - Amelia Womack, politica britannica
- 12 gennaio - Xiao Qin, ginnasta cinese
- 13 gennaio - Luis Carlos Arias, ex calciatore colombiano
- 13 gennaio - Souleymane Bamba, calciatore e allenatore di calcio ivoriano († 2024)
- 13 gennaio - Mairis Briedis, pugile lettone
- 13 gennaio - Renal Ganeev, schermidore russo
- 13 gennaio - Kari Vikhagen Gjeitnes, ex fondista norvegese
- 13 gennaio - Ernesto Goñi, ex calciatore uruguaiano
- 13 gennaio - Artur Gronek, allenatore di pallacanestro polacco
- 13 gennaio - Huỳnh Quốc Anh, calciatore vietnamita
- 13 gennaio - Marcus Kink, hockeista su ghiaccio tedesco
- 13 gennaio - Garry Law, allenatore di rugby a 15 e ex rugbista a 15 scozzese
- 13 gennaio - Marlyse Ngo Ndoumbouk, calciatrice camerunese
- 13 gennaio - Anastasios Papapetrou, arbitro di calcio greco
- 13 gennaio - Leif Otto Paulsen, calciatore norvegese
- 13 gennaio - Qi Hui, nuotatrice cinese
- 13 gennaio - Charles Ramsdell, ex cestista statunitense
- 13 gennaio - Luke Robinson, wrestler statunitense
- 13 gennaio - Jorge Marcelo Rodríguez, calciatore uruguaiano
- 13 gennaio - Jereme Rogers, skater statunitense
- 13 gennaio - Wendy Siorpaes, ex sciatrice alpina italiana
- 13 gennaio - Ellen Wong, attrice canadese
- 14 gennaio - Samsul Arif, calciatore indonesiano
- 14 gennaio - Jon Beason, giocatore di football americano statunitense
- 14 gennaio - Julien Bonnet, ex hockeista su ghiaccio svizzero
- 14 gennaio - Brandon Brown, cestista statunitense
- 14 gennaio - Mia Martina, cantante e cantautrice canadese
- 14 gennaio - Shkëlzen Kelmendi, ex calciatore albanese
- 14 gennaio - Nadežda Anatol'evna Kosinceva, scacchista russa
- 14 gennaio - Bojan Mališić, ex calciatore serbo
- 14 gennaio - Oleksandr Papuš, ex calciatore ucraino
- 14 gennaio - Delfine Persoon, pugile belga
- 14 gennaio - Martin Putze, ex bobbista tedesco
- 14 gennaio - Aleksandr Rindin, ex cestista azero
- 14 gennaio - Jermaine Taylor, ex calciatore giamaicano
- 14 gennaio - Janko Tumbasević, calciatore montenegrino
- 14 gennaio - Michelle Wu, politica statunitense
- 14 gennaio - Mauro Zanotti, ex calciatore argentino
- 15 gennaio - René Adler, opinionista e ex calciatore tedesco
- 15 gennaio - Denis Barros, ex giocatore di football americano brasiliano
- 15 gennaio - Andrej Bogatyrёv, attore, regista e sceneggiatore russo
- 15 gennaio - Aaron Brooks, allenatore di pallacanestro e ex cestista statunitense
- 15 gennaio - Claire Castel, attrice pornografica francese
- 15 gennaio - Ahmed Abd El-Zaher, ex calciatore egiziano
- 15 gennaio - Luis Alberto Gutiérrez, calciatore boliviano
- 15 gennaio - Otshudi Lamá, ex calciatore mozambicano
- 15 gennaio - Juan Lorca, calciatore cileno
- 15 gennaio - Brandon Mebane, ex giocatore di football americano statunitense
- 15 gennaio - Claude Mvé, ex calciatore gabonese
- 15 gennaio - Harri Olli, ex saltatore con gli sci finlandese
- 15 gennaio - Bárbara Oteiza, attrice, ex ginnasta e ballerina spagnola
- 15 gennaio - Pavel Podkol'zin, ex cestista russo
- 15 gennaio - Victor Proa, pugile messicano
- 15 gennaio - Stephanie Raymond, ex cestista e allenatrice di pallacanestro statunitense
- 15 gennaio - Juan Ricondo, musicista, attore e cantautore spagnolo
- 15 gennaio - Ulf Riis, calciatore norvegese
- 15 gennaio - Yogan Santos, ex calciatore gibilterriano
- 15 gennaio - Henry Siqueira, ex calciatore svizzero
- 15 gennaio - Bahodirjon Sultonov, pugile uzbeko
- 16 gennaio - Rachid Arma, calciatore marocchino
- 16 gennaio - Julio Barroso, ex calciatore argentino
- 16 gennaio - Joe Flacco, giocatore di football americano statunitense
- 16 gennaio - Andrea Gentile, scrittore e editore italiano
- 16 gennaio - Daniel Gordon, ex calciatore giamaicano
- 16 gennaio - Marcelo Guzmán, ex calciatore argentino
- 16 gennaio - Craig Jones, pilota motociclistico britannico († 2008)
- 16 gennaio - Davit Kacharava, rugbista a 15 georgiano
- 16 gennaio - Ismael Kombich, mezzofondista keniota
- 16 gennaio - Nikolas Ledgerwood, allenatore di calcio e ex calciatore canadese
- 16 gennaio - Lee Min-ki, attore, modello e cantante sudcoreano
- 16 gennaio - Florence Lepron, ex cestista francese
- 16 gennaio - Lim Hyun-gyu, artista marziale misto sudcoreano
- 16 gennaio - Sidharth Malhotra, attore e modello indiano
- 16 gennaio - Cristian Negri, ex calciatore sammarinese
- 16 gennaio - Patrick Phelan, ex calciatore statunitense
- 16 gennaio - Jonathan Richter, ex calciatore danese
- 16 gennaio - Simon Richter, calciatore danese
- 16 gennaio - Renée Felice Smith, attrice statunitense
- 16 gennaio - Pablo Zabaleta, allenatore di calcio e ex calciatore argentino
- 17 gennaio - Oriand Abazaj, ex calciatore albanese
- 17 gennaio - Anna Al'minova, mezzofondista russa
- 17 gennaio - Pablo Barrientos, ex calciatore argentino
- 17 gennaio - Mark Briscoe, wrestler statunitense
- 17 gennaio - Arnaud Bühler, ex calciatore svizzero
- 17 gennaio - Park Hye-rim, modella sudcoreana
- 17 gennaio - Mareks Jurevičus, ex cestista lettone
- 17 gennaio - Kangin, cantante e attore sudcoreano
- 17 gennaio - Riyu Kosaka, cantante giapponese
- 17 gennaio - Sebastian Langeveld, ex ciclista su strada e ex ciclocrossista olandese
- 17 gennaio - George Maguire, attore e cantante britannico
- 17 gennaio - Janvier Charles Mbarga, calciatore camerunese
- 17 gennaio - David Reyes, calciatore cileno
- 17 gennaio - Agata Sawicka, pallavolista polacca
- 17 gennaio - Simone Simons, cantautrice olandese
- 17 gennaio - Ostoja Stjepanović, ex calciatore macedone
- 17 gennaio - Adriana Ugarte, attrice spagnola
- 17 gennaio - Pavlo Ščedrakov, ex calciatore ucraino
- 18 gennaio - Oluwafemi Ajilore, ex calciatore nigeriano
- 18 gennaio - Marcelo Alatorre, ex calciatore messicano
- 18 gennaio - Dale Begg-Smith, ex sciatore freestyle canadese
- 18 gennaio - Yannick Cahuzac, allenatore di calcio e ex calciatore francese
- 18 gennaio - Pablo Castro, ex calciatore uruguaiano
- 18 gennaio - Jacob Clear, canoista australiano
- 18 gennaio - Elke Clijsters, ex tennista belga
- 18 gennaio - Alfi Conteh-Lacalle, calciatore spagnolo
- 18 gennaio - Nate Garner, giocatore di football americano statunitense
- 18 gennaio - Han Sun-il, calciatore nordcoreano
- 18 gennaio - Matt Hobby, attore e comico statunitense
- 18 gennaio - Hanae Itō, nuotatrice giapponese
- 18 gennaio - Joel Julio, pugile colombiano
- 18 gennaio - Camille Little, ex cestista e allenatrice di pallacanestro statunitense
- 18 gennaio - Elisa Manzano, pallavolista italiana
- 18 gennaio - Riccardo Montolivo, ex calciatore italiano
- 18 gennaio - Riccardo Moretti, pilota motociclistico italiano
- 18 gennaio - Lady Blackbird, cantante statunitense
- 18 gennaio - Christian Ovelar, calciatore paraguaiano
- 18 gennaio - Pedro José Pinazo Arias, ex calciatore spagnolo
- 18 gennaio - Roberto de Souza Rezende, ex calciatore brasiliano
- 18 gennaio - Javier Sebastián Robles, ex calciatore argentino
- 18 gennaio - Kareem Smith, calciatore trinidadiano
- 18 gennaio - Rubén de la Barrera, allenatore di calcio spagnolo
- 19 gennaio - Renè Baur, preparatore atletico, allenatore di hockey su ghiaccio e ex hockeista su ghiaccio italiano
- 19 gennaio - Pascal Behrenbruch, multiplista tedesco
- 19 gennaio - Damien Chazelle, regista, sceneggiatore e produttore cinematografico statunitense
- 19 gennaio - Daniyel Cimen, allenatore di calcio e ex calciatore tedesco
- 19 gennaio - Benny Feilhaber, allenatore di calcio e ex calciatore brasiliano
- 19 gennaio - Thomas Frei, ex ciclista su strada e ex ciclocrossista svizzero
- 19 gennaio - Esteban Guerrieri, pilota automobilistico argentino
- 19 gennaio - Jan Hauser, giocatore di curling svizzero
- 19 gennaio - Rika Ishikawa, cantante e attrice giapponese
- 19 gennaio - Ol'ga Kanis'kina, ex marciatrice russa
- 19 gennaio - Seïd Khiter, ex calciatore francese
- 19 gennaio - Jack McClinton, ex cestista statunitense
- 19 gennaio - Jérôme Sonnerat, calciatore francese
- 19 gennaio - Horia Tecău, allenatore di tennis e ex tennista rumeno
- 19 gennaio - Antonio Tomás, ex calciatore spagnolo
- 19 gennaio - Duško Tošić, ex calciatore serbo
- 19 gennaio - Elliott Ward, ex calciatore inglese
- 20 gennaio - Antoine Agudio, ex cestista statunitense
- 20 gennaio - Claudio Alabor, ex calciatore liechtensteinese
- 20 gennaio - Rolandas Alijevas, allenatore di pallacanestro e cestista azero
- 20 gennaio - Sean Banks, ex cestista statunitense
- 20 gennaio - Aida Bella, pattinatrice di short track polacca
- 20 gennaio - Nereo Champagne, calciatore argentino
- 20 gennaio - André Danielsen, ex calciatore norvegese
- 20 gennaio - Michele De Pascale, politico italiano
- 20 gennaio - Brantley Gilbert, cantautore statunitense
- 20 gennaio - Ehsan Hadadi, discobolo iraniano
- 20 gennaio - Marina Inoue, doppiatrice e cantante giapponese
- 20 gennaio - Adriana Jiménez, tuffatrice messicana
- 20 gennaio - Marko Kolsi, ex calciatore finlandese
- 20 gennaio - Tony McDaniel, giocatore di football americano statunitense
- 20 gennaio - Federico Mellone, cestista paraguaiano
- 20 gennaio - Aleksandr Pavlenko, ex calciatore russo
- 20 gennaio - Cecilia Ricali, multiplista italiana
- 20 gennaio - Tanel Sokk, ex cestista e allenatore di pallacanestro estone
- 20 gennaio - Danielle Waterman, rugbista a 15 e allenatrice di rugby a 15 britannica
- 20 gennaio - Omar el-Geziry, pentatleta egiziano
- 21 gennaio - Aukusitino Aitupe, calciatore samoano
- 21 gennaio - Markus Berger, ex calciatore austriaco
- 21 gennaio - Artur Beterbiev, pugile russo
- 21 gennaio - Magda Culotta, politica italiana
- 21 gennaio - Nick Gehlfuss, attore statunitense
- 21 gennaio - Salvatore Giunta, militare statunitense
- 21 gennaio - Sergej Grankin, pallavolista russo
- 21 gennaio - Yumi Hara, doppiatrice giapponese
- 21 gennaio - Lee Hardcastle, animatore, regista e sceneggiatore britannico
- 21 gennaio - Borja Jiménez, allenatore di calcio spagnolo
- 21 gennaio - Aura Dione, cantautrice danese
- 21 gennaio - Saša Pivovarova, supermodella russa
- 21 gennaio - Ri Se-gwang, ginnasta nordcoreano
- 21 gennaio - Rodrigo San Miguel, ex cestista spagnolo
- 21 gennaio - Dmitrij Sokolov, ex cestista russo
- 21 gennaio - Ryan Suter, hockeista su ghiaccio statunitense
- 22 gennaio - Alex Bolaños, calciatore ecuadoriano
- 22 gennaio - Thomas Bröker, ex calciatore tedesco
- 22 gennaio - Shana Cox, velocista statunitense
- 22 gennaio - Martin Dobrotka, calciatore slovacco
- 22 gennaio - Julian Gërxho, ex calciatore albanese
- 22 gennaio - Nicklas Grossman, hockeista su ghiaccio svedese
- 22 gennaio - Justin Hurwitz, compositore e sceneggiatore statunitense
- 22 gennaio - Anthony King, ex cestista statunitense
- 22 gennaio - Kevin Lejeune, dirigente sportivo e ex calciatore francese
- 22 gennaio - Brian Mariano, velocista olandese
- 22 gennaio - Orianthi Panagaris, cantautrice e chitarrista australiana
- 22 gennaio - Fōtīs Papoulīs, ex calciatore greco
- 22 gennaio - José Revert, giocatore di calcio a 5 spagnolo
- 22 gennaio - Tommy Runar, calciatore norvegese
- 22 gennaio - Abdullah Shuhail, ex calciatore saudita
- 22 gennaio - Mohamed Sissoko, ex calciatore francese
- 22 gennaio - Veronica Tentori, politica italiana
- 22 gennaio - Hristo Zlatinski, ex calciatore bulgaro
- 23 gennaio - Camilla Alfieri, ex sciatrice alpina italiana
- 23 gennaio - Claudia Belderbos, canottiera olandese
- 23 gennaio - Mario Bilen, calciatore croato
- 23 gennaio - Jasmine Byrne, ex attrice pornografica statunitense
- 23 gennaio - Michel Chauvet, attore messicano
- 23 gennaio - Dong Fangzhuo, ex calciatore cinese
- 23 gennaio - San E, rapper e cantautore sudcoreano
- 23 gennaio - Tre Kelley, ex cestista statunitense
- 23 gennaio - Donnie Klang, cantante statunitense
- 23 gennaio - Doutzen Kroes, supermodella e attrice olandese
- 23 gennaio - Evgenij Luk'janenko, astista russo
- 23 gennaio - Niki Mäenpää, calciatore finlandese
- 23 gennaio - Mekenna Melvin, attrice statunitense
- 23 gennaio - Aselefech Mergia, maratoneta etiope
- 23 gennaio - Guy Moussi, ex calciatore francese
- 23 gennaio - Jeff Samardzija, giocatore di baseball statunitense
- 23 gennaio - Thiago Ribeiro da Silva, calciatore brasiliano
- 23 gennaio - Zhang Qingpeng, ex cestista cinese
- 24 gennaio - Mohamadou Abdouraman, ex calciatore camerunese
- 24 gennaio - Benjamin Adegbuyi, kickboxer e pugile romeno
- 24 gennaio - Alex Baldolini, pilota motociclistico italiano
- 24 gennaio - Julieta Cantaluppi, ex ginnasta italiana
- 24 gennaio - Fabiana Claudino, pallavolista brasiliana
- 24 gennaio - Lee Emanuel, mezzofondista britannico
- 24 gennaio - Frankie J. Galasso, attore e musicista statunitense
- 24 gennaio - Trey Gilder, cestista statunitense
- 24 gennaio - Laimonas Kisielius, cestista lituano
- 24 gennaio - Lexton Moy, ex calciatore filippino
- 24 gennaio - Jesús Olmo Lozano, ex calciatore spagnolo
- 24 gennaio - Kristina Rangelova, ex ginnasta bulgara
- 24 gennaio - Renan, ex calciatore brasiliano
- 24 gennaio - Kornel Saláta, calciatore slovacco
- 24 gennaio - Kōta Sugiyama, ex calciatore giapponese
- 24 gennaio - Sebastián Sáez, calciatore argentino
- 25 gennaio - Eduardo Bragaglia, giocatore di calcio a 5 brasiliano
- 25 gennaio - Paolo Grugni, canottiere e dirigente sportivo italiano
- 25 gennaio - Claudia Kim, attrice e modella sudcoreana
- 25 gennaio - Kim Jae-bum, judoka sudcoreano
- 25 gennaio - Kemal Koyuncu, mezzofondista turco
- 25 gennaio - Acie Law, ex cestista e allenatore di pallacanestro statunitense
- 25 gennaio - Tina Karol', cantante ucraina
- 25 gennaio - Diego Martiñones, ex calciatore uruguaiano
- 25 gennaio - Christina Ochoa, attrice spagnola
- 25 gennaio - Funmilayo Ojelabi, ex cestista nigeriana
- 25 gennaio - Marco Parolo, ex calciatore italiano
- 25 gennaio - Marianne Puglia, modella e personaggio televisivo venezuelana
- 25 gennaio - Hartley Sawyer, attore statunitense
- 25 gennaio - Ricky Shakes, ex calciatore guyanese
- 25 gennaio - Anastasia Sáenz, ex cestista argentina
- 25 gennaio - Michael Trevino, attore statunitense
- 25 gennaio - Adrian Ungur, ex tennista romeno
- 25 gennaio - Patrick Willis, ex giocatore di football americano statunitense
- 25 gennaio - Jeremiah Wood, cestista statunitense
- 25 gennaio - Danny Woodhead, ex giocatore di football americano statunitense
- 25 gennaio - Yūsuke, cantautore e rapper giapponese
- 26 gennaio - Luciano Aquino, ex hockeista su ghiaccio canadese
- 26 gennaio - Valentina Arrighetti, ex pallavolista italiana
- 26 gennaio - Steeve Gustan, calciatore francese
- 26 gennaio - Edwin Hodge, attore statunitense
- 26 gennaio - Rusko, produttore discografico e disc jockey britannico
- 26 gennaio - Florin Mergea, tennista rumeno
- 26 gennaio - Gastón Merlo, calciatore argentino
- 26 gennaio - Dosseh, rapper francese
- 27 gennaio - Gerard Aafjes, ex calciatore olandese
- 27 gennaio - Samir Alla, giocatore di calcio a 5 francese
- 27 gennaio - Rúben Amorim, allenatore di calcio e ex calciatore portoghese
- 27 gennaio - Danleigh Borman, ex calciatore sudafricano
- 27 gennaio - Nosaj Thing, produttore discografico e musicista statunitense
- 27 gennaio - Karim El Ahmadi, ex calciatore marocchino
- 27 gennaio - Laura Gauthier, conduttrice televisiva e conduttrice radiofonica francese
- 27 gennaio - Nazir Mankiev, lottatore russo
- 27 gennaio - Dustley Mulder, ex calciatore olandese
- 27 gennaio - Eric Radford, ex pattinatore artistico su ghiaccio canadese
- 27 gennaio - Hermanni Vuorinen, ex calciatore finlandese
- 28 gennaio - Eduardo Aranda, ex calciatore paraguaiano
- 28 gennaio - Pavel Černý, calciatore ceco
- 28 gennaio - J. Cole, rapper e produttore discografico statunitense
- 28 gennaio - Lauris Dārziņš, hockeista su ghiaccio lettone
- 28 gennaio - Tom Hopper, attore britannico
- 28 gennaio - Aya Miyama, ex calciatrice giapponese
- 28 gennaio - Arnold Mvuemba, ex calciatore francese
- 28 gennaio - Álvaro Navarro, allenatore di calcio e ex calciatore uruguaiano
- 28 gennaio - Yemi Ogunoye, ex cestista statunitense
- 28 gennaio - Harm Osmers, arbitro di calcio tedesco
- 28 gennaio - Lisbeth Trickett, ex nuotatrice australiana
- 29 gennaio - Lukša Andrić, ex cestista croato
- 29 gennaio - Raul Costin, ex calciatore rumeno
- 29 gennaio - Marianna De Rossi, attrice italiana
- 29 gennaio - Djéné Diawara, ex cestista maliana
- 29 gennaio - Wagner Ferreira dos Santos, ex calciatore brasiliano
- 29 gennaio - Raphael Fässler, ex sciatore alpino svizzero
- 29 gennaio - Marc Gasol, dirigente sportivo e ex cestista spagnolo
- 29 gennaio - Gladstone Pereira della Valentina, allenatore di calcio e ex calciatore brasiliano
- 29 gennaio - Rag'n'Bone Man, cantautore britannico
- 29 gennaio - Dru Joyce, ex cestista e allenatore di pallacanestro statunitense
- 29 gennaio - Darnell Lazare, ex cestista e allenatore di pallacanestro statunitense
- 29 gennaio - Dominic Lewis, compositore e musicista inglese
- 29 gennaio - Liu Chunhong, sollevatrice cinese
- 29 gennaio - Isabel Lucas, attrice e attivista australiana
- 29 gennaio - Jessica Marais, attrice e modella sudafricana
- 29 gennaio - Martynas Mažeika, dirigente sportivo e ex cestista lituano
- 29 gennaio - Athina Onassis, cavallerizza e socialite greca
- 29 gennaio - Julia Piaton, attrice francese
- 29 gennaio - Chiara Piccinno, ex calciatrice italiana
- 29 gennaio - Pavel Plaskonny, ex calciatore bielorusso
- 29 gennaio - Nikola Rađen, pallanuotista serbo
- 29 gennaio - Sa Jae-hyouk, sollevatore sudcoreano
- 29 gennaio - The Quiett, rapper e produttore discografico sudcoreano
- 29 gennaio - Perica Stančeski, ex calciatore serbo
- 29 gennaio - Sven Fredrik Stray, calciatore norvegese
- 29 gennaio - Salomé Stévenin, attrice francese
- 29 gennaio - Jōji Takeuchi, cestista giapponese
- 29 gennaio - Kōsuke Takeuchi, cestista giapponese
- 30 gennaio - Gaye Su Akyol, cantante turca
- 30 gennaio - Tomás Costa, ex calciatore argentino
- 30 gennaio - Gisela Dulko, allenatrice di tennis e ex tennista argentina
- 30 gennaio - Ximena Duque, attrice colombiana
- 30 gennaio - Paulinho, ex calciatore portoghese
- 30 gennaio - Miljan Jablan, calciatore serbo
- 30 gennaio - Frank Jonke, ex calciatore canadese
- 30 gennaio - Kevin Kiley, politico statunitense
- 30 gennaio - Branislav Mitrović, pallanuotista serbo
- 30 gennaio - Mike Nardi, ex cestista e allenatore di pallacanestro statunitense
- 30 gennaio - Richie Porte, ex ciclista su strada australiano
- 31 gennaio - Sarah Austmann, ex cestista tedesca
- 31 gennaio - Grégory Baugé, ex pistard francese
- 31 gennaio - Laura Bechtolsheimer, cavallerizza tedesca
- 31 gennaio - Christophe Berra, ex calciatore scozzese
- 31 gennaio - Lorenzo Carotti, ex calciatore italiano
- 31 gennaio - Túlio de Melo, ex calciatore brasiliano
- 31 gennaio - Adam Federici, ex calciatore australiano
- 31 gennaio - Russell Fry, politico statunitense
- 31 gennaio - Oxxxymiron, rapper e attivista russo
- 31 gennaio - Novak Martinović, ex calciatore serbo
- 31 gennaio - Thor Möger Pedersen, politico danese
- 31 gennaio - Morten Rasmussen, ex calciatore danese
- 31 gennaio - Tyler Ritter, attore statunitense
- 31 gennaio - Kevin Romy, hockeista su ghiaccio svizzero
- 31 gennaio - Kalomira, cantante greca
- 31 gennaio - Guia Termini, politica italiana
- 31 gennaio - Virginio, cantautore italiano
- 31 gennaio - Mario Williams, giocatore di football americano statunitense